# Roadracing-VM 1969
Världsmästerskapen i Roadracing 1969 arrangerades av F.I.M. Säsongen bestod av tolv Grand Prix i sex klasser: 500cc, 350cc, 250cc, 125cc, 50cc och Sidvagnar 500cc. Den inleddes 4 maj med Spaniens Grand Prix och avslutades med Jugoslaviens Grand Prix 14 september.
| Klass   | Mästare individuellt         | Mästare konstruktörer |
| ------- | ---------------------------- | --------------------- |
| 500GP   | Giacomo Agostini             | MV Agusta             |
| 350GP   | Giacomo Agostini             | MV Agusta             |
| 250GP   | Kel Carruthers               | Benelli               |
| 125GP   | Dave Simmonds                | Kawasaki              |
| 50GP    | Ángel Nieto                  | Derbi                 |
| Sidvagn | Klaus Enders/Rolf Engelhardt | BMW                   |

## Säsongen i kort
Regerande världsmästaren Giacomo Agostini på MV Agusta dominerade både 500-klassen och 350-klassen. I 250-klassen var det tre förare som kunde bli världsmästare inför det sista racet, där Benellis Kel Carruthers besegrade Kent Andersson och Santiago Herrero. Carruther blev den siste som blev världsmästare i 250-klassen på en motorcykel med fyrtaktsmotor. Kawasaki tog sin första VM-titel när Dave Simmonds vann 125-klassen. Spanjoren Angel Nieto på Derbi vann 50-klassen. Hans första i en lång rad titlar.
Förre 125-världsmästaren Bill Ivy kraschade och avled när motorn i hans Jawa skar under träning inför Östtysklands Grand Prix på Sachsenring. När Godfrey Nash på en Norton Manx segrade i Jugoslaviens Grand Prix var det sista gången en encylindrig motorcykel vann ett Grand Prix i 500-klassen.

## 1969 års Grand Prix-kalender
| Omgång | Datum  | Grand Prix      | Bana                    | Segrare 50cc   | Segrare 125cc   | Segrare 250cc    | Segrare 350cc    | Segrare 500cc    | Segrare Sidvagn   |
| ------ | ------ | --------------- | ----------------------- | -------------- | --------------- | ---------------- | ---------------- | ---------------- | ----------------- |
| 1      | 4/5    | Spanien         | Jarama                  | Aalt Toersen   | Cees van Dongen | Santiago Herrero | Giacomo Agostini | Giacomo Agostini |                   |
| 2      | 11/5   | Västtyskland    | Hockenheimring          | Aalt Toersen   | Dave Simmonds   | Kent Andersson   | Giacomo Agostini | Giacomo Agostini | Enders/Engelhardt |
| 3      | 18/5   | Frankrike       | Circuit Bugatti du Mans | Aalt Toersen   | Jean Auréal     | Santiago Herrero |                  | Giacomo Agostini | Fath/Kalauch      |
| 4      | 7-13/6 | Isle of Man TT  | Mountain course         |                | Dave Simmonds   | Kel Carruthers   | Giacomo Agostini | Giacomo Agostini | Enders/Engelhardt |
| 5      | 28/6   | TT Assen        | Assen TT Circuit        | Barry Smith    | Dave Simmonds   | Renzo Pasolini   | Giacomo Agostini | Giacomo Agostini | Fath/Kalauch      |
| 6      | 6/7    | Belgien         | Spa                     | Barry Smith    | Dave Simmonds   | Santiago Herrero |                  | Giacomo Agostini | Fath/Kalauch      |
| 7      | 13/7   | Östtyskland     | Sachsenring             | Angel Nieto    | Dave Simmonds   | Renzo Pasolini   | Giacomo Agostini | Giacomo Agostini |                   |
| 8      | 20/7   | Tjeckoslovakien | Masaryk Circuit         | Paul Lodewijkx | Dave Simmonds   | Renzo Pasolini   | Giacomo Agostini | Giacomo Agostini |                   |
| 9      | 3/8    | Finland         | Imatra                  |                | Dave Simmonds   | Kent Andersson   | Giacomo Agostini | Giacomo Agostini | Enders/Engelhardt |
| 10     | 16/8   | Ulster          | Dundrod Circuit         | Angel Nieto    |                 | Kel Carruthers   | Giacomo Agostini | Giacomo Agostini | Enders/Engelhardt |
| 11     | 7/9    | Nationernas GP  | Imola                   | Paul Lodewijkx | Dave Simmonds   | Phil Read        | Phil Read        | Alberto Pagani   |                   |
| 12     | 14/9   | Jugoslavien     | Opatija Circuit         | Paul Lodewijkx | Dieter Braun    | Kel Carruthers   | Silvio Grassetti | Godfrey Nash     |                   |

### Poängräkning
De tio främsta i varje race fick poäng enligt tabellen nedan. De sex bästa resultaten räknades i mästerskapen för 50cc, 250cc, 350cc och 500cc, de fem bästa resultaten för 125cc och de fyra bästa resultaten för sidvagnarna.
| Plats | 1  | 2  | 3  | 4 | 5 | 6 | 7 | 8 | 9 | 10 |
| ----- | -- | -- | -- | - | - | - | - | - | - | -- |
| Poäng | 15 | 12 | 10 | 8 | 6 | 5 | 4 | 3 | 2 | 1  |